# تفجير مبنى الأمن القومي السوري
تفجير مبنى الأمن القومي السوري هو تفجير حصل خلال الثورة السورية بتاريخ 18 تمّوز/يوليو 2012، ونتج عنه مقتل وزير الدفاع داود راجحة، ونائبه آصف شوكت، ورئيس خلية إدارة الأزمة حسن تركماني، وهشام بختيار رئيس مكتب الأمن القومي في حزب البعث السوري (أعلن عن وفاته بعد يومين متأثرًا بجراحه)، وإصابة وزير الداخلية محمد الشعار، بالإضافة إلى ورود تقارير عن إصابة حافظ مخلوف رئيس فرع التحقيق في أمن الدولة.

## الأحداث
تبنى كل من الجيش السوري الحر وجماعة لواء الإسلام في يوم الأربعاء 18 تموز عملية تفجير مبنى الأمن القومي في حي الروضة بوسط العاصمة دمشق، التي أدت إلى مقتل عدد من أكبر أركان النظام السوري وقادته الذين كانوا مجتمعين في المبنى، وسبب التفجير ضجة دولية كبيرة، ومواقف تراوحت من الإدانة إلى اعتباره علامة على تدهور نظام الأسد.
وقع التفجير بواسطة انتحاري مسلح فجر نفسه في المبنى خلال اجتماع القادة الأمنيين الكبار بحزام ناسف. غير أن قناة بي بي سي أفادت بأن نوافذ المبنى لم تتعرض لأي أضرار، كما أنّ الانتشار الأمني حوله لم يشدد بعد الحادثة، وقد قيل أن منفذ التفجير أحد حراس القادة الكبار الذين قتلوا في التفجير.

## التداعيات
كان لتفجير مبنى الأمن القومي ومقتل بعض أبرز القادة الأمنيين تداعيان أساسيان متباينان على القوات المسلحة في أرض المعركة حسب المعارضة. فمن جهة توالت الانشقاقات في القطاع العسكري بشكل متسارع جداً وسحبت عشرات الحواجز، ومن جهة أخرى زادت القوات التي لم تنشق من وتيرة القصف والهجمات على المدن بشكل جنوني انتقاماً من الحادثة. وقد بلغت أعداد المنشقين في مدينة حمص 100 على الأقل في الساعات الأولى بعد الحدث، وعشرات آخرين في العاصمة دمشق، كما انشق قائد عمليات المنطقة الجنوبية بدمشق العقيد الركن زكي لولة، بالإضافة إلى الكثير من الضباط الآخرين. وقد قالت جماعة الإخوان المسلمين في سوريا أن يوم الأربعاء 18 من تموز شهد أعلى نسبة انشقاق على الإطلاق منذ بدء الثورة، وأن اتصالات الضباط الذين يريدون ترتيب انشقاقهم وهروبهم بلغت أعلى مستوياتها، وأن الانشقاقات باتت بالجملة في الكثير من المحافظات كحمص ودمشق وإدلب وحلب، وأن الجيش الحر بات يسيطر على مناطق بأكملها إثر انسحاب القوات النظامية.

### إعادة تعيين المسؤولين
بعد ساعات من الإعلان عن مقتل وزير الدفاع السابق داوود راجحة، صدر مرسوم رئاسي بتعيين نائب جديد للقائد العام للجيش والقوات المسلحة ووزير دفاع للبلاد هو العماد جاسم الفريج. كما عين رئيس جهاز أمن الدولة علي مملوك مكان هشام بختيار - الذي قتل في التفجير - رئيساً للأمن القومي، وحل مكانه في رئاسة أمن الدولة اللواء ديب زيتون الذي كان رئيساً لجهاز الأمن السياسي، وأصبح رئيس الأمن العسكري السابق عبد الفتاح قدسية نائباً لعلي مملوك. فيما أصبح علي يونس (مساعد آصف شوكت السابق) رئيساً لجهاز الأمن العسكري مكان قدسية، وأخيراً أصبح اللواء رستم غزالة رئيساً للأمن السياسي مكان ديب زيتون.

### اعتقال المنفذ
قالت السلطات السورية في يوم الثلاثاء 24 من تموز أنها ألقت القبض على منفذ التفجير، وقال محمد زهير غنوم أحد أعضاء مجلس الشعب السوري أن الشخص المعتقل كان أحد العاملين في مبنى الأمن القومي، وأن «أعداء سوريا» استأجروه لتنفيذ المهمة. وكان قد قيل بعد التفجير مباشرة أن منفذه كان من حراس أحد المسؤولين الكبار المجتمعين في المبنى.

## ردود الفعل
- سوريا أصدرت القيادة العامة للقوات المسلحة السورية بياناً عقب التفجير قالت فيه أن «رجال القوات المسلحة لن يزيدهم هذا العمل الإرهابي الجبان إلا إصراراً على تطهير الوطن من فلول العصابات الإرهابية». فيما قال وزير الإعلام عمران الزعبي أن «ما حدث اليوم هو الفصل الأخير من المؤامرة الأميركية الغربية الإسرائيلية ضد سوريا».[5]
- الجيش السوري الحر تبنى الجيش الحر تفجير مبنى الأمن القومي، وأصدرت القيادة المشتركة للجيش السوري الحر في الداخل بياناً بخصوصه: «تزف القيادة المشتركة للجيش السوري الحر في الداخل، ومكتب التنسيق والارتباط وكافة المجالس العسكرية في المدن والمحافظات السورية، لشعب سوريا العظيم نجاح العملية النوعية صباح هذا اليوم، التي استهدفت مقر قيادة الأمن القومي في دمشق، ومقتل العديد من أركان العصابة الأسدية».[7]
- الأمم المتحدة أجَّل مجلس الأمن الدولي على إثر الحادثة التصويت على مشروع قرار غربي يهدف إلى فرض عقوبات على النظام السوري إن لم يلتزم خلال عشرة أيام بسحب الآليات العسكرية، بناءً على الفصل السابع من ميثاق الأمم المتحدة. وكان سبب التأجيل طلب قدمه المبعوث الأممي كوفي عنان لكسب المزيد من الوقت ليتمكن من التوصل إلى توافق مع روسيا. وتأجل التصويت يوماً واحداً، حتى يوم الخميس 19 من تموز، واستمرت خلاله المفاوضات بين دول العضويات الدائمة الخمس في مجلس الأمن.[6] وقد قال المبعوث الأممي كوفي عنان عن التفجير أن: «أعمال العنف التي حصلت اليوم تشير إلى الضرورة الملحة لتحرك حاسم في مجلس الأمن».[6]
- الاتحاد الأوروبي أدانت كاثرين آشتون وزيرة الخارجية الأوروبية تفجير مبنى الأمن القومي، وطالبت بتحرك دولي اتجاه ما يحدث في سوريا.[6]
- الأردن قال الملك الأردني عبد الله الثاني أن التفجير ضربة هائلة لنظام الأسد، غير أنه شكك في إمكانية تسببه بانهيار النظام فعلياً. كما اعتبر أن لدى بشار الأسد الآن فرصة أخير لتجنب الحرب الأهلية، وقال أن: «الأمور باتت معقدة جداً جداً، إلى حد أنني أعتقد أن السيناريو الأسوأ بالنسبة إلينا كلنا في المنطقة هو عندما نصبح أمام حرب أهلية مفتوحة. عندما تقع في الهاوية ليس هناك من طريق للعودة».[11]
- إيران أدان علي أكبر صالحي وزير الخارجية الإيراني التفجير، ووصفه بأنه «عمل إرهابي»، وأجرى مكالمة هاتفية مع وزير الخارجية السوري وليد المعلم وضح له فيها موقف بلاده من الحادثة.
- العراق استنكر رئيس الحكومة العراقية نوري المالكي هذا العمل الإجرامي ودعى إلى توحيد الصفوف وضبط النفس.
- بريطانيا قال رئيس الدفاع البريطاني أن الوضع في سوريا يخرج عن السيطرة.[6]
- الجامعة العربية عقدت الجامعة العربية اجتماعاً طارئاً لوزراء خارجيتها يوم الأحد 22 من تموز على إثر التفجير لمناقشة الملف السوري. ووصف أمينها العام نبيل العربي التفجير بأنه «تطور كبير» في مسار الأحداث.[6]
- تركيا قال رجب طيب أردوغان رئيس الوزراء التركي للنظام السوري أن عليه «التفكير ملياً بالهجوم الذي استهدفه». ونفى أن تكون لتركيا أي علاقة به.[11]
- روسيا وصفت روسيا الهجوم بأنه «هجوم إرهابي»، وطالبت باعتقال جميع منفذيه وتقدميهم للمحاكمة. وقال وزير خارجيتها سيرغي لافروف أن التصويت على قرار لمجلس الأمن في ظل هذه الأوضاع دعم صارخ للثورة.[11]
- فرنسا أدان لوران فابيوس وزير الخارجية الفرنسي التفجير ووصفه بأنه «إرهاب»، وأكد على ضرورة حدوث انتقال للسلطة في البلاد.[11]
- لبنان أدان الرئيس اللبناني ميشيل سليمان التفجير، فيما ستنكره وزير الخارجية، ووصفه بأنه «جريمة نكراء» في مكالمة له مع وزير الخارجية السوري وليد المعلم.[11]
  -  حزب الله قال زعيم حزب الله حسن نصر الله أن الضباط والمسؤولين الذين قتلوا في التفجير كانوا «شهداء، ورفاق سلاح في المعركة مع إسرائيل». وقال أن أسلحته هي من صناعة سورية وأن النظام السوري كان يقدم له الدعم في المقاومة ضد إسرائيل. كما أضاف أن: «إسرائيل اليوم فرحة أن هناك أعمدة في الجيش العربي السوري تم استهدافهم وقتلهم».[6]
- الولايات المتحدة اتفق الرئيس الأمريكي باراك أوباما مع نظيره الروسي فلاديمير بوتين بعد التفجير على ضرورة حدوث انتقال سلمي للسلطة في البلاد، وقال بيان للرئاسة الأمريكية أن: «الرئيسين لفتا إلى ارتفاع وتيرة العنف في سوريا، واتفقا على ضرورة دعم حصول عملية انتقال سياسي في أسرع وقت ممكن، تحقق هدفنا المشترك بوقف العنف وتجنب مزيد من تدهور الأوضاع». وقال وزير الدفاع الأمريكي أن الوضع في سوريا يخرج عن السيطرة. فيما أفاد المتحدث باسم البيت الأبيض بأن «الفرصة تضيق ونحتاج إلى التحرك بشكل موحد للمساعدة في تحقيق عملية الانتقال التي يستحقها الشعب السوري».[6]